# الفضل بن الربيع
وهو الفضل بن الربيع بن يونس بن محمد بن أبي فروة واسم أبي فروة كيسان مولى عثمان بن عفان، وكنيته الفضل أبو العباس وكان حاجب هارون الرشيد،ومحمد الأمين بينما كان أبوه حاجب الخليفة أبوجعفر المنصور وابنه محمد المهدي، ولما أفضت الخلافة إلى محمد الأمين قدم الفضل عليه من خراسان ــ وكان في صحبة هارون الرشيد إلى أن مات بطوس ــ فأكرم محمد الأمين الفضل وألقى أزمة الأمور إليه، وعول في مهماته عليه. وقد ولد في مدينة الخليل عام 138 هجري/755م وتوفي عام 208هـ/823م 

## سيرته
أورد الخطيب البغدادي في كتابه تاريخ بغداد عن الحسين الكوفي قال: لما قدم الفضل بن الربيع بغداد إلى محمد الأمين بعد موت هارون الرشيد بالأموال والقضيب والخاتم، اشتد فرحه وسروره، وقربه وألطفه، وقلده أموره وأعماله، وفوض إليه ما وراء بابه. فكان هو الذي يولي ويعزل، وتخلى محمد الأمين لتوديع يديه، واحتجب عن الناس فلم يكن يقعد إلا في الدهر.
وأورد الذهبي في كتابه سير أعلام النبلاء قال: كان الفضل بن الربيع من رجال العالم حِشمةً وسُؤدُداً وحزماً ورأياً. قام بخلافة الأمين، وساق إليه خزائنَ الرشيد، وسلَّم إليه البُردَ والقضيب والخاتَم، جاءه بذلك من طوس، وصار هو الكُلَّ لاشتغال الأمينِ باللعب، فلما أدبرت دولةُ الأمين، اختفى الفضل مدة طويلة، ثم ظهر إذ بويع إبراهيم بن المهدي، فساس نفسه، ولم يقم معه، ولذلك عفا عنه المأمون. ويقال: أنه تمكن من الرشيد وولي وزارته وعظم محلُّه، ومدحته الشعراء، وكان يكره البرامِكَة، فنال منهم، ومالأهُ على ذلك كاتبهم إسماعيل بن صُبيح.